# Alexandru Borbely
Alexandru Borbely (Bucarest, 12 de desembre de 1900 - 26 d'agost de 1987) fou un futbolista romanès de la dècada de 1930.
Fou internacional amb Romania i participà en el Mundial de 1930, però no hi jugà cap partit.